# 波兰王位继承战争
波兰王位继承战争為歐洲諸國以助波蘭立王為名，而滿足自身利益之戰。其肇始於波兰国王奥古斯特二世駕崩後，王位空懸所致的王位爭奪戰。而最終演變為統治法国、西班牙及两西西里王国之波旁王朝與神聖羅馬帝國哈布斯堡王朝之間的大戰。

## 起因
在大北方战争之初，斯坦尼斯瓦夫一世被瑞典国王查理十二世立为波蘭國王，然而后来由于俄军在波尔塔瓦会战擊敗瑞典，斯坦尼斯瓦夫遂被廢黜，原波蘭國王奥古斯特二世复辟。奥古斯特二世逝世后，斯坦尼斯瓦夫希望再次登基。而奥古斯特二世生前則努力将王位继承方式改为世袭制，以传给自己的子孙，但始终未能成事。另外，法国国王路易十五支持岳父斯坦尼斯瓦夫·莱什琴斯基夺得波兰的王位，他希望恢复法国和波兰这个传统盟友的关系，以求平衡北欧和东欧的奥地利与俄国势力。
奥古斯特二世更易王位繼承法之举动激怒了俄罗斯帝国女皇安娜·伊万诺芙娜、神圣罗马帝国皇帝查理六世和勃蘭登堡選帝侯腓特烈·威廉一世，遂聯合干涉之。然而他们並不支持斯坦尼斯瓦夫，而是屬意葡萄牙的曼紐成为波兰国王。

## 波兰方面
1733年2月1日，奥古斯特二世逝世，由大主教泰奥多·波托基率领的波兰与立陶宛贵族，聚集起来以推举下一任国王。俄国和奥地利看见莱什琴斯基有很多贵族支持，决定放弃推选曼努埃尔，改为支持奥古斯特二世的儿子，亦是唯一合理的候选人萨克森选侯奥古斯特成为波兰国王。虽然俄国和奥地利动员军队包围波兰国会，强迫议员选择奥古斯特，但国会仍推举莱什琴斯基为波兰国王。  
于是，由陆军元帅彼得·彼得罗维奇·拉西率领的俄军进入波兰领土，而声援奥古斯特。由米哈乌·塞尔瓦齐·维希尼奥韦斯基公爵（由奥古斯特二世委任的前任立陶宛首相）率领的一部分贵族，当中大部分是立陶宛贵族，离开选举地点并加入俄军。这班贵族推举了奥古斯特为波兰国王，是为奥古斯特三世。尽管这班贵族只是波兰国内少数会支持奥古斯特三世的人，但俄国和奥地利仍靠他们以确立奥古斯特三世的继承权，并以此在波兰国内维持影响力。
俄军由博克哈德·克里斯托弗·冯·慕尼黑率领，迅速夺取了华沙，并令奥古斯特登上波兰王位，这逼使莱什琴斯基逃亡到格但斯克，但后来被俄国-萨克森联军围困。1734年6月格但斯克陷落，莱什琴斯基流亡到法国，投靠女婿路易十五。  
至此，在波兰境内的战事大致上完结，俄国与奥古斯特派取得大胜。虽然选择支持莱什琴斯基的一班贵族组成了吉科夫联邦（1734年），并在指挥官亚当·塔尔沃的指挥下与俄国-萨克森联军交战，但成效并不显著。

## 西欧方面
尽管俄国在波兰速胜，但战事尚未完结。法国的首席大臣弗勒里，看到了这场战争是将奥地利的势力逐出西欧的大好时机，而且更不必以侵略者的身分作战。当他正考虑让誰成为波兰国王的时候，保护国王的岳父莱什琴斯基正是一个好原因让法国参与这次战争。他希望利用此战羞辱奥地利，加上洛林公爵法蘭索瓦三世即将会迎娶查理六世的女儿玛丽娅·特蕾西娅，这样会令奥地利的势力直接伸延到法国边界，严重威胁法国。所以他亦希望法国在这场战争中得到渴望已久的洛林公国，阻止奥地利的势力扩张。
西班牙国王腓力五世亦加入了路易十五的阵营，他希望他第二次婚姻與帕尔马公国的伊莎贝拉·法尔内塞所生的儿子得到奥地利在意大利的领地。他特别希望为已身为帕尔马公爵的长子卡洛斯得到曼切华公国，有可能更希望能得到托斯卡纳大公国。亦希望次子唐·腓力能取得那不勒斯和西西里这两个王国。萨伏依的卡洛·埃马努埃莱三世亦加入法、西这两个波旁王朝统治的国家的阵营，以希望得到奥地利的米兰公国。
虽然奥地利希望得到大不列颠和荷兰共和国的支持，但是结果却是失望的，由于两国政府都受英国首相罗伯特·沃波尔的影响，他们决定采取中立的政策。虽然如此，法国仍然不想招惹他们，所以并不会在奥属尼德兰与奥地利开战。两国中立的政策亦令奥地利没有一个得力的盟友──俄国和萨克森仍然忙于应付波兰的战事，查理六世又不信任可能会给予支持的普鲁士国王腓特烈·威廉一世，导致腓特烈·威廉一世只给予名义上的支持。如巴伐利亚和其它德意志的中型邦国都因与法国结盟而维持中立，所以只剩下一些小型的邦国和汉诺威──乔治二世为了维持自己汉诺威选侯的身份，决定支持查理六世。
这场战争证明了是奥地利的一次灾难。由于尼德兰保持中立，这场战争主要集中于两个战场──莱茵河和意大利境内。于莱茵河的战场上，见证了两位名将──萨伏依的欧根亲王与贝里克公爵詹姆斯·菲茨詹姆斯在陆上的最后一次交锋──詹姆斯于围攻腓力普斯堡的战役中被杀──普鲁士王子，日后的腓特烈二世亦都在此战中受到战火的洗礼。法军在莱茵河战场取得大胜，他们占领了洛林公国，和莱茵河右岸腓力普斯堡的要塞。
在意大利，奥军的境况更加糟糕。在北部，他们参与了两场激烈，然而并非决定性的战役，包括圣比亚切奥战役（1734年6月29日）和瓜斯达拉战役（1734年9月19日），当中第一场奥军战胜，第二场法国及其盟军取胜。但在南面，奥军惨败，西班牙军队轻易在比当度战役击败了奥军，1734年5月征服了那不勒斯和西西里两个王国。其间，正在流亡的斯图亚特王朝嫡孙小王位觊觎者查理·爱德华·斯图亚特也作为侦察兵参加了法国和西班牙对盖塔的包围战，这是他首次参战，当时他还不满14周岁。

## 和平协议
由于战争的形势对奥地利极为不利，根本没有可能继续作战，加上法军得知俄军有可能增援奥军，所以两方很快进行和平谈判。1735年10月双方初步达成和平协议，并在维也纳条约（1738年11月）得到落实。奥古斯特三世确认成为波兰国王，莱什琴斯基得到洛林公国作为补偿（他死后，公国透过他女儿而并入法国），而前洛林公爵弗朗茨·史蒂芬，成为了托斯卡纳大公国的继承人，他于1737年继承公国。 
卡洛斯被迫放弃争夺托斯卡纳的权利，和现时的领地帕尔马公国，帕尔马公国由奥地利直接统治，但卡洛斯却可得到那不勒斯和西西里两个王国，此被視為極豐厚的補償。唐·腓力则被离弃，没有得到任何领地。虽然战争在1735年和平协议签订后结束，但最后的停战协议需要在最后一任美第奇家族的托斯卡纳大公吉安·加斯托內·德·麥地奇1737年逝世，协议内的领土交换成功后，才真正得到落实。
法国及其盟友希望与奥地利缓和关系，并且修好，所以认同查理六世的女儿玛丽娅·特蕾西娅继承查理六世的王位。但这是虚伪的保证，1740年查理六世死后，法国加入争夺哈布斯堡的领地。而为莱什琴斯基争取到的洛林公国，1766年在他死后亦由法国直接统治。
1736年莱什琴斯基在波兰签署逊位诏书，隨即获得奥古斯特三世之特赦。在战争裡堅定支持奥古斯特三世的米哈乌·塞尔瓦齐·维希尼奥韦斯基公爵則获得嘉許。

## 资料来源
- 本条目包含来自公有领域出版物的文本: Chisholm, Hugh (编).  (第11版). London: Cambridge University Press. 1911.